# Verwaltungsgericht Oldenburg
Das Verwaltungsgericht Oldenburg ist eines von sieben Verwaltungsgerichten im Land Niedersachsen. Es hat seinen Sitz in Oldenburg.

## Geschichte
Den Ursprung der Verwaltungsgerichtsbarkeit im Raum Oldenburg bildete das Oberverwaltungsgericht für das Großherzogtum Oldenburg. Am 11. April 1906 wurde das entsprechende „Gesetz … betreffend die Verwaltungsgerichtsbarkeit“ vom Oldenburgischen Landtag beschlossen. Das Gesetz war im Wesentlichen von dem Verwaltungsjuristen und Vorsitzenden der eigens zu diesem Zweck gegründeten Kommission Karl Dugend ausgearbeitet worden. Es wurde am 9. Mai 1906 von Großherzog Friedrich August ausgefertigt und noch im Mai 1906 in den drei Gesetzblättern für die einzelnen Landesteile des Großherzogtums, dem Landesteil Oldenburg, dem Fürstentum Lübeck und dem Fürstentum Birkenfeld verkündet. Es trat durch eine Verordnung des Großherzogs zum 1. Dezember 1906 in Kraft. Das Gericht selbst erhielt zeitgleich die Bezeichnung Landesverwaltungsgericht Oldenburg und Karl Dugend wurde zum ersten Präsidenten des Gerichtes ernannt. Sein Nachfolger war bis 1924 Johannes Meyer-Ellerhorst. Weitere Gerichtspräsidenten waren von 1925 bis zum Oktober 1933 Rudolf Weber und vom 1. Juni 1949 bis 1954 Johannes Gottlob Paul Voigt.

## Gerichtsbezirk
Der Gerichtsbezirk umfasst heute die kreisfreien Städte Delmenhorst, Emden, Oldenburg, Wilhelmshaven sowie die Landkreise Ammerland, Aurich, Cloppenburg, Friesland, Leer, Oldenburg, Vechta, Wesermarsch und Wittmund. Der Gerichtsbezirk hat somit über 1,5 Mio. Gerichtseingesessene.

## Organisation
Präsidentin war bis 2021 Karola Hoeft, die im Jahre 2017 auf Klaus Streichsbier folgte. Das Gericht verfügt über 32 Richter und 34 Justizangestellte. Es wurden zehn Kammern gebildet.

## Instanzenzug
Dem Verwaltungsgericht Oldenburg übergeordnet ist in erster Instanz das Niedersächsische Oberverwaltungsgericht in Lüneburg und in letzter Instanz das Bundesverwaltungsgericht in Leipzig.